# Fort Walton Beach
Fort Walton Beach is een plaats (city) in de Amerikaanse staat Florida, en valt bestuurlijk gezien onder Okaloosa County.

## Demografie
In 2006 is het aantal inwoners door het United States Census Bureau geschat op 19.339.

## Geografie
Volgens het United States Census Bureau beslaat de plaats een oppervlakte van
21,3 km², waarvan 19,3 km² land en 2,0 km² water. Fort Walton Beach ligt op ongeveer 2 m boven zeeniveau.

## Plaatsen in de nabije omgeving
De onderstaande figuur toont nabijgelegen plaatsen in een straal van 8 km rond Fort Walton Beach.